# Frunză de Tei
Frunză de Tei - Hárslevelű (sinonime: Lipovna în Slovacia, Lindenblattriger în Germania, Feuille de Tilleul în Franța) este un soi endemic zonei intracarpatice, și face parte din prolesul Pontica, subproles Balcanica, Familia Vitaceae, Genul vitis , specia vinifera.  
Este utilizat pentru obținerea vinurilor albe de calitate superioara, fiind al noualea cel mai raspandit soi in Ungaria. 
Este răspândit în mai multe regiuni viticole din Ungaria, dar cel mai cultivat este în regiunea Tokaj, unde in amestec cu Furmintul se obțin vinurile nobile aszú si szamorodni. Alte zone de cultură sunt Slovacia, România, Africa de Sud. 

## Însușiri agrobiologice
Vita  este viguroasa , cu frunza deasa , ofera productii ridicate si constante.  
Frunza este rotunda cu lungimea si lațimea egală. 
Strugurele are forma cilindric-alungita, cu boabele asezate lax în ciorchine de marime mijlocie, rotunde cu coaja subțire și zemoase. Pe terenurile cu expunere sudică ,bine însorite se stafidește foarte bine. Are cocere tîrzie prin luna octombrie.  
Este sensibil la secetă, geruri de iarna si sensibil la putregai( favorizeaza instalarea putregaiului nobil). 
Vinul obținut este dens, corpolent, de culoare galben aurie, cu arome si buchet condimentat asemanator polenului si miresmei de flori albe. 